# Take That
Take That is een Britse muziekgroep die vanaf 1990 zowel binnen hun eigen land als internationaal grote bekendheid verwierf. Deze razend populaire boyband werd gezien als de Britse tegenhanger van het Amerikaanse New Kids on the Block en was de rivaal van de Londense jongensgroep East 17. Take That heeft in de eerste zes jaar van hun bestaan acht nummer 1-hits gescoord in het Verenigd Koninkrijk.
Take That bestond oorspronkelijk uit Gary Barlow (leadzanger en songwriter), Mark Owen, Robbie Williams (die tijdelijk uitstapte), Howard Donald en Jason Orange (die eind 2014 uit de band stapte). Producer en manager van Take That was van 1990 tot en met 1995 Nigel Martin-Smith.
Take That was actief van 1990 tot 13 februari 1996 en in 2005 maakten ze een comeback zonder Williams, die inmiddels een succesvolle solocarrière had uitgebouwd. In 2010 trad Williams alsnog ook weer tot de band toe. Op de slotceremonie van de Olympische Spelen van 2012 in Londen trad de groep op, echter zonder Williams.

## Take That in de jaren 90

### De eerste jaren (1989-1993)
In 1989 wilde Nigel Martin-Smith, een casting-agent uit Manchester, een boyband creëren volgens dezelfde succesformule als New Kids on the Block. Hij plaatste een oproep in een regionaal dagblad nadat hij kennis had gemaakt met Barlow en hield audities voor jongens die konden zingen en dansen. De jongens werden onder het strakke regime van Martin-Smith getraind tot echte popsterren, dagelijks moesten ze trainen, dansen en zingen en ze werden onderworpen aan een volledige make-over.
Vanwege Martin-Smiths contacten met de gayscene in Manchester treedt Take That in het begin vooral op in homobars en discotheken.
Geen enkel label wilde Take That contracteren, ook Simon Cowell wees hen af, en dus bracht Martin-Smith hun eerste single Do what u like onder zijn eigen label uit. Al snel volgden de singles Promises en Once You've Tasted Love, die alle marginaal succes behaalden in de Engelse hitparades. Hun promotiecampagne was echter zo sterk dat ze zelfs een tijdje bekendstonden als de band die maar geen hit scoorde.
Uiteindelijk bereikten ze de zevende plaats in de Engelse top 40 met de cover It Only Takes a Minute van Tavares, een keuze waar Barlow helemaal niet blij mee was, want hij had liever eigen materiaal uitgebracht. De single bracht hen echter wel het begeerde succes en ook de singles I Found Heaven en  A Million Love Songs kwamen in de top 20.
In Engeland brak Take That definitief door met het nummer Could It Be Magic, een cover van Barry Manilow. Deze bereikte de derde plaats in de hitparade. In 1992 bracht de band haar eerste cd uit, Take That & Party.

### Wereldsterren (1993-1995)
In 1993 werd het tweede album, Everything Changes, uitgebracht, met nieuw materiaal van Barlow. Het album leverde 4 nummer 1-hits in Engeland op: Pray, Relight My Fire, Babe en de titelsong Everything Changes.
In Nederland kreeg Take That voor het eerst echte bekendheid toen ze hun single Relight My Fire ten gehore brachten in een uitzending van De schreeuw van De Leeuw (een programma van Paul de Leeuw) uit 1993.
De band werd ook mateloos populair in Azië, Australië en in de rest van Europa. Dit vooral door hun televisie-optredens, want de eerste wereldtournee komt pas in 1995.
Take That had inmiddels een grote fanbase van voornamelijk tienermeisjes die hun idolen overal en altijd volgden. Met merchandise die zover ging als barbiepoppen en speciale bodylotion, wist Martin-Smith vooral een commercieel succes van de band te maken. De strakke schema's van televisieoptredens, prijzengala's en trainingen voor de concerten hielden de jongens in het gareel.
Toen in 1995 het album Nobody Else werd uitgebracht, had de band hun vijfde en zesde nummer 1-hit te pakken. Sure deed het al goed. Samen met de uitgebreide clip die bij het nummer hoorde en een volledig nieuwe look, stegen de jongens naar een nog hoger niveau van succes. Ze wonnen dat jaar zes prijzen bij de Brit Awards en de prijs voor 'Beste Live Act' bij de MTV European Music Awards.
Het nummer Back for Good was de echte klapper: in 31 landen kwam dit nummer op de eerste plaats in de hitlijsten (in Nederland en België bereikte het de tweede plaats). Het nummer kwam ook in de Amerikaanse top 10, iets wat ze tot dan toe niet was gelukt.

### Williams' vertrek en de breakup (1995-1996)
In juli 1995 kondigde Williams zijn vertrek aan. De samenwerking tussen hem en Martin-Smith en Barlow werd steeds moeilijker: Williams' muzikale ideeën werden niet serieus genomen en zijn drank- en drugsgebruik werden een steeds groter probleem voor de band. Tijdens hun optreden bij de MTV Awards in 1995 moest Williams door de lijfarts van Prince onder handen worden genomen, omdat hij nachten had doorgebracht met model Naomi Campbell en grote hoeveelheden drank en drugs had gebruikt, waardoor hij niet meer in staat was om op zijn benen te staan.
Vlak voor de eerste repetities voor hun wereldtournee van 1996, kwam het tot een confrontatie tussen Williams en de andere leden van Take That. Williams besloot onmiddellijk uit de band te stappen, dit tot ongenoegen van Martin-Smith die hem later aanklaagde.
De tournee ging door, simpelweg omdat deze niet meer kon worden afgezegd. De cd Nobody Else werd een succes, onder andere door de single Never Forget. Toen Martin-Smith Take That vakantie gaf tijdens de kerst van 1995, besloten de mannen echter om er een punt achter te zetten.
Op 13 februari 1996, toevallig Williams' verjaardag, hield Take That een persconferentie. Het Greatest Hits Album werd het laatste album en How Deep Is Your Love, een cover van de Bee Gees, werd de laatste single. In Engeland werden zelfmoordhulplijnen in het leven geroepen om de meest hysterische fans op te vangen.
Het laatste optreden van Take That vond plaats in Nederland, tijdens de TROS TV Show van Ivo Niehe. Honderden fans uit allerlei landen kwamen naar Almere-Haven om hun idolen voor het laatst te zien.

## Comeback vanaf 2005

### 'The Ultimate Tour' & 'Beautiful World Tour' (2005-2007)
Op 16 november 2005 zond de Engelse commerciële zender ITV een documentaire uit over het verhaal van Take That, tien jaar later. Die werd goed bekeken in Engeland en de band besloot een aantal reünieconcerten te houden in 2006. Die bleken zo'n enorm succes dat er vele extra data bij kwamen om alle fans de kans te geven een concert te bezoeken.
Tijdens The Ultimate Tour schreven Barlow, Owen, Donald en Orange samen hun eerste nieuwe liedjes.
News of the World kondigde in september 2006 aan dat de comebacksingle van Take That (zonder Robbie Williams) Patience zou gaan heten en de werktitel van het nieuwe album Beautiful World was. De single en het album kwamen in november 2006 in Nederland uit. De single Patience werd op 10 oktober voor het eerst gedraaid tijdens de Chris Moyles Show op radio BBC 1; daar werd ook bekendgemaakt dat Jason Orange zijn eerste solonummer zou zingen op het nieuwe album, genaamd Wooden Boat.
In 2008 liep in West End in Londen een musical met de muziek van Take That. De band was niet betrokken bij de musical en ondersteunde die ook niet.
Eind 2007 ging de Beautiful World Tour van start. Naast de UK deed Take That ook Italië, Oostenrijk, Zwitserland, Duitsland, Zweden, Denemarken (daar waren de kaarten voor het concert op 9 november in Aalborg binnen 15 minuten uitverkocht) en Nederland aan. Op 1 november 2007 gaf Take That een concert in de Ahoy te Rotterdam.
Shine, de tweede single van het album Beautiful World, kwam in Nederland uit in maart 2007. De derde single van het album Beautiful World, I'd Wait For Life, kwam rond juni 2007 uit.
Take That heeft voor de soundtrack van de film Stardust met o.a. Robert De Niro en Michelle Pfeiffer het nummer Rule the World geschreven, dat op 19 oktober 2007 uitkwam.
De Britse supermarktketen Marks & Spencer strikte Take That voor de campagne voor de nieuwe herenkledinglijn. De levensgrote posters en advertenties in bladen waren vanaf oktober 2007 te zien in het Verenigd Koninkrijk.
Tijdens de Beautiful World Tour blesseerde Donald zich tijdens het optreden in Barcelona. Hij kreeg een ingeklapte long toen hij de backflip uitvoerde tijdens het nummer Give Good Feeling en bracht enkele dagen door in het ziekenhuis. Take That trad echter gewoon op, als driemansformatie, en zo stonden de overgebleven leden ook met hun drieën op 1 november 2007 in de Ahoy Rotterdam. Donald was wel aanwezig bij alle concerten na zijn ontslag uit het ziekenhuis en zorgde voor hilariteit door bij de concerten in Hamburg en Rotterdam enkel in een operatieschort op het podium te verschijnen, waarbij hij bij het omdraaien het publiek een blik gunde op zijn blote billen; in Duitsland verscheen hij nog op het podium in een latex verpleegsterkostuum, inclusief pruik en lange laklaarzen, en in een voetbaltenue van een Duitse voetbalclub.
Op 7 november stond Donald weer tijdens de show op het podium, maar danste dan nog niet mee en zong ook nog niet zijn solonummer Beautiful World; ook was de inhoud van de knaller van de avond, Give Good Feeling blijvend veranderd. Vanaf 11 november, tijdens de concerten in Denemarken, draaide Donald het volledige programma weer mee.

### The Circus(2008-2009)
In oktober 2008 werd bekend dat Take That in 2009 weer op tournee zou gaan en daarbij ook weer diverse landen in Europa zou aandoen.
Op vrijdag 31 oktober 2008 gingen de kaarten voor The Circus Summer Tour 2009 in de verkoop. In vijf uur tijd werden er 600.000 kaartjes verkocht voor verschillende stadionconcerten in het Verenigd Koninkrijk. Daarmee was het de snelst verkopende tournee in het Verenigd Koninkrijk ooit.
Op 1 december 2008 werd het nieuwe album The Circus gelanceerd met een groots opgezette mediacampagne waarbij Take That met de trein van Londen naar Parijs reisde om daar voor een exclusief publiek in een Franse nachtclub het album te presenteren. Het was de eerste keer in twaalf jaar dat Take That weer optrad in Frankrijk.
Vanaf november 2009 bestaat er een speciale SingStar: Take That Edition voor de PlayStation 2 en PlayStation 3.

### Progress(2010)
In 2010 werd gewerkt werd een nieuw album, waaraan ook Robbie Williams weer meewerkte. Een eerste samenwerking was de single Shame, die door Gary en Robbie als duo werd uitgebracht.
Op 7 november 2010 verscheen de nieuwe single The Flood en een week later het bijbehorende album Progress met wederom de aankondiging van een Britse en Europese tournee. Naast het Verenigd Koninkrijk deed Take That in de lente en zomer van 2011 Dublin, Hamburg, Düsseldorf, München, Kopenhagen, Milaan en de Amsterdam ArenA aan. Net als de Circus Tour was ook Progress Tour een groots opgezette show die enkel werd opgevoerd in de grotere stadions van Europa.
Toen de kaarten voor de shows in Engeland en Ierland in de verkoop gingen, was menige website niet bestand tegen het enorme aantal mensen dat aan kaarten probeerde te kopen. In Engeland en Ierland verkocht Take That in een dag 1,34 miljoen kaarten en daarmee waren alle concerten in het Verenigd Koninkrijk direct uitverkocht.
Een week later gingen de kaarten in de verkoop voor onder andere de Amsterdam ArenA. Onder de fans heerste zo'n enorme angst dat ook nu vele websites het zouden begeven, dat wederom een ongekend aantal mensen direct om 10 uur 's ochtends probeerden kaarten te kopen via internet. Ook in Nederland raakten de websites van onder andere Ticketmaster en Live Nation tijdelijk overbelast.
Op vrijdag 26 november 2010 trad Take That voor het eerst sinds de terugkeer van Robbie Williams weer op in Nederland. Dit gebeurde in Ede, tijdens de liveshow van The voice of Holland. In deze show zongen ze het nummer 'The Flood'.

### Nieuw album en vertrek Jason (2014)
Anno 2014 werkte Take That aan een nieuw album, III, dat uitkwam op 10 oktober dat jaar. Eind september 2014 kondigde Jason Orange echter officieel zijn onmiddellijke vertrek aan; een beslissing waar hij naar eigen zeggen al enige jaren over tobde. Wel hield de groep tot op het laatste moment ruimte  voor eventuele vocals van Jason op het nieuwe album, mocht hij van gedachte veranderen. Ook gaf de groep aan dat de deur altijd voor hem open bleef staan.
Op 27 april 2015 is de tour van de drie Take That-leden begonnen in het Schotse Glasgow. In deze tour werden onder meer de Ziggo Dome in Amsterdam aangedaan.

## Discografie

### Albums
| Album met eventuele hitnotering(en) in de Nederlandse Album Top 100 | Datum van verschijnen | Datum van binnenkomst | Hoogste positie | Aantal weken | Opmerkingen             |
| ------------------------------------------------------------------- | --------------------- | --------------------- | --------------- | ------------ | ----------------------- |
| Everything changes                                                  | 1993                  | 30-10-1993            | 3               | 52           | Platina                 |
| Take That & party                                                   | 1992                  | 02-04-1994            | 21              | 11           |                         |
| Nobody else                                                         | 01-05-1995            | 13-05-1995            | 1               | 20           | Goud                    |
| Greatest hits                                                       | 22-03-1996            | 06-04-1996            | 1(3wk)          | 25           | Verzamelalbum / Platina |
| Beautiful world                                                     | 24-11-2006            | 02-12-2006            | 33              | 18           |                         |
| The circus                                                          | 28-11-2008            | 06-12-2008            | 68              | 2            |                         |
| Progress                                                            | 19-11-2010            | 27-11-2010            | 4               | 23           | Goud                    |
| Progressed                                                          | 13-05-2011            | 23-07-2011            | 21              | 2            |                         |
| III                                                                 | 28-11-2014            | 06-12-2014            | 64              | 3            |                         |
| Wonderland                                                          | 24-03-2017            | 01-04-2017            | 48              | 1            |                         |
| Odyssey                                                             | 23-11-2018            | 01-12-2018            | 85              | 1            | Verzamelalbum           |

| Album met hitnotering(en) in de Vlaamse Ultratop 200 albums | Datum van verschijnen | Datum van binnenkomst | Hoogste positie | Aantal weken | Opmerkingen   |
| ----------------------------------------------------------- | --------------------- | --------------------- | --------------- | ------------ | ------------- |
| Nobody else                                                 | 01-05-1995            | 13-05-1995            | 1(2wk)          | 19           |               |
| Greatest hits                                               | 22-03-1996            | 06-04-1996            | 2               | 23           | Verzamelalbum |
| Never forget - The ultimate collection                      | 02-12-2005            | 11-02-2006            | 76              | 5            |               |
| Beautiful world                                             | 24-11-2006            | 09-12-2006            | 62              | 6            |               |
| The circus                                                  | 28-11-2008            | 13-12-2008            | 94              | 1            |               |
| Progress                                                    | 19-11-2010            | 27-11-2010            | 36              | 8            |               |
| III                                                         | 28-11-2014            | 13-12-2014            | 84              | 3            |               |
| Wonderland                                                  | 24-03-2017            | 01-04-2017            | 43              | 2            |               |
| Odyssey                                                     | 23-11-2018            | 01-12-2018            | 42              | 4            | Verzamelalbum |
| This life                                                   | 24-11-2023            | 02-12-2023            | 30              | 1            |               |

### Singles
| Single met eventuele hitnotering(en) in de Nederlandse Top 40 | Datum van verschijnen | Datum van binnenkomst | Hoogste positie | Aantal weken | Opmerkingen                                          |
| ------------------------------------------------------------- | --------------------- | --------------------- | --------------- | ------------ | ---------------------------------------------------- |
| A million love songs                                          | 1992                  | 09-01-1993            | tip12           | -            | nr. 50 in de Single Top 100                          |
| Could it be magic                                             | 1992                  | 27-02-1993            | tip16           | -            |                                                      |
| Pray                                                          | 1993                  | 28-08-1993            | 36              | 3            | nr. 38 in de Single Top 100                          |
| Relight my fire                                               | 1993                  | 23-10-1993            | 12              | 6            | met Lulu / nr. 10 in de Single Top 100 / Alarmschijf |
| Babe                                                          | 1993                  | 08-01-1994            | 4               | 15           | nr. 5 in de Single Top 100 / Alarmschijf             |
| Everything changes                                            | 1994                  | 16-04-1994            | 6               | 8            | nr. 7 in de Single Top 100                           |
| Love ain't here anymore                                       | 1994                  | 16-07-1994            | 23              | 4            | nr. 24 in de Single Top 100                          |
| Sure                                                          | 1994                  | 22-10-1994            | 17              | 5            | nr. 15 in de Single Top 100                          |
| Back for Good                                                 | 1995                  | 08-04-1995            | 2               | 12           | nr. 2 in de Single Top 100                           |
| Never forget                                                  | 1995                  | 05-08-1995            | 7               | 6            | nr. 8 in de Single Top 100                           |
| How deep is your love                                         | 1996                  | 09-03-1996            | 6               | 9            | nr. 7 in de Single Top 100                           |
| Patience                                                      | 2006                  | 02-12-2006            | 18              | 10           | nr. 12 in de Single Top 100                          |
| Shine                                                         | 2007                  | 24-03-2007            | 18              | 4            | nr. 20 in de Single Top 100                          |
| I'd wait for life                                             | 2007                  | 09-06-2007            | tip14           | -            |                                                      |
| Rule the world                                                | 2007                  | -                     | -               | -            | Soundtrack Stardust / nr. 57 in de Single Top 100    |
| Greatest day                                                  | 2008                  | 29-11-2008            | tip9            | -            | nr. 30 in de Single Top 100                          |
| The garden                                                    | 2009                  | -                     | -               | -            | nr. 73 in de Single Top 100                          |
| The flood                                                     | 2010                  | 04-12-2010            | 16              | 11           | nr. 3 in de Single Top 100                           |
| These days                                                    | 2014                  | 20-12-2014            | tip16           | -            |                                                      |

| Single met hitnotering(en) in de Vlaamse Ultratop 50 | Datum van verschijnen | Datum van binnenkomst | Hoogste positie | Aantal weken | Opmerkingen |
| ---------------------------------------------------- | --------------------- | --------------------- | --------------- | ------------ | ----------- |
| Could it be magic                                    | 30-11-1992            | 30-01-1993            | 8               | 14           |             |
| Why can't I wake up with you ?                       | 01-10-1993            | 10-04-1993            | 30              | 6            |             |
| Pray                                                 | 05-07-1993            | 07-08-1993            | 20              | 11           |             |
| Relight my fire                                      | 01-10-1993            | 16-10-1993            | 10              | 12           | met Lulu    |
| Babe                                                 | 06-12-1993            | 08-01-1994            | 10              | 15           |             |
| Everything changes                                   | 28-03-1994            | 16-04-1994            | 8               | 11           |             |
| Love ain't here anymore                              | 11-10-1993            | 23-07-1994            | 25              | 6            |             |
| Sure                                                 | 03-10-1994            | 15-10-1994            | 9               | 11           |             |
| Back for good                                        | 27-03-1995            | 08-04-1995            | 2               | 18           |             |
| Never forget                                         | 24-07-1995            | 12-08-1995            | 8               | 12           |             |
| How deep is your love ?                              | 26-02-1996            | 09-03-1996            | 5               | 14           |             |
| Patience                                             | 17-11-2006            | 09-12-2006            | 24              | 15           |             |
| Shine                                                | 09-03-2007            | 24-03-2007            | tip4            | -            |             |
| Rule the world                                       | 25-10-2007            | 08-12-2007            | tip13           | -            |             |
| The flood                                            | 11-10-2010            | 23-10-2010            | tip3            | -            |             |
| Kidz                                                 | 24-01-2011            | 05-03-2011            | tip27           | -            |             |
| These days                                           | 10-11-2014            | 29-11-2014            | tip2            | -            |             |
| Let in the sun                                       | 02-02-2015            | 28-03-2015            | tip54           | -            |             |
| Higher than higher                                   | 25-05-2015            | 27-06-2015            | tip86           | -            |             |
| Cry                                                  | 20-05-2016            | 11-06-2016            | tip             | -            | met Sigma   |
| Giants                                               | 10-02-2017            | 18-03-2017            | tip             | -            |             |
| Out of our heads                                     | 12-10-2018            | 20-10-2018            | tip30           | -            |             |

### NPO Radio 2 Top 2000
| Nummers met noteringen in de NPO Radio 2 Top 2000 | '99 | '00  | '01 | '02  | '03  | '04-'06 | '07  | '08 | '09  | '10  | '11  | '12  | '13  | '14  |
| ------------------------------------------------- | --- | ---- | --- | ---- | ---- | ------- | ---- | --- | ---- | ---- | ---- | ---- | ---- | ---- |
| Back for Good                                     | 856 | 1133 | -   | 1728 | 1827 | -       | 1950 | -   | 1927 | 1556 | 1993 | -    | -    | -    |
| Patience                                          | ×   | ×    | ×   | ×    | ×    | -       | -    | -   | -    | 1989 | -    | -    | -    | -    |
| The Flood                                         | ×   | ×    | ×   | ×    | ×    | ×       | ×    | ×   | ×    | -    | 1329 | 1587 | 1824 | 1815 |

1. ↑  Een '-' betekent dat het nummer niet was genoteerd, een '×' betekent dat het nummer nog niet was uitgebracht en een vetgedrukt getal geeft de hoogste notering van een nummer aan.
2. ↑  Deze tabel is bijgewerkt tot en met de laatste editie (2024).

### Video's/dvd's
| Dvd's met hitnoteringen in de Nederlandse Music Top 30 | Datum van verschijnen | Datum van binnenkomst | Hoogste positie | Aantal weken | Opmerkingen |
| ------------------------------------------------------ | --------------------- | --------------------- | --------------- | ------------ | ----------- |
| The ultimate tour                                      | 2006                  | 23-12-2006            | 28              | 1            |             |
| Beautiful world live                                   | 2008                  | 01-03-2008            | 4               | 5            |             |
| Look back, don't stare. A film about progress          | 2010                  | 11-12-2010            | 30              | 1            |             |
| Progress Live                                          | 2011                  | 26-11-2011            | 1(1wk)          | 17           |             |
| Live 2015                                              | 2015                  | 19-12-2015            | 13              | 8            |             |

- 1992 - Take That & Party
- 1993 - Take That - The Party / Live at Wembley
- 1994 - Take That - Everything Changes
- 1994 - Take That - Live in Berlin
- 1995 - Take That - Hometown / Live at Manchester G-Mex
- 1995 - Take That - Nobody Else / The Movie
- 1996 - Take That - Greatest Hits
- 2005 - Never Forget - The Ultimate Collection (dvd)
- 2006 - Take That - For The Record (Official Documentary) (dvd)
- 2006 - Take That - Ultimate Tour Live at Manchester (dvd)
- 2008 - Take That - Beautiful World Tour Live at the O2 London (dvd)
- 2009 - Take That - The Circus Live at Wembley (dvd)
- 2010 - Take That - Look Back, Don't Stare (Official Documentary) (dvd)
- 2011 - Take That - Progress Live (dvd)

### Tournees
- 1993 - The Party
- 1994 - The Pops Tour
- 1995 - Everything Changes Tour
- 1995 - Nobody Else Tour
- 1995 - Australian/Asian Tour
- 2006 - Ultimate Tour
- 2007 - Beautiful World Tour
- 2009 - The Circus Live Summer Tour
- 2011 - Progress Live Summer Tour
- 2015 - Take That III 2015 Tour
- 2017 - Take That Wonderland Tour (UK only)
- 2019 - Odyssey Tour